# Ski alpin handisport
« Handiski » et « Ski assis » redirigent ici. Pour le ski de fond, voir Ski nordique handisport.
 (septembre 2015).
Si vous disposez d'ouvrages ou d'articles de référence ou si vous connaissez des sites web de qualité traitant du thème abordé ici, merci de compléter l'article en donnant les références utiles à sa vérifiabilité et en les liant à la section « Notes et références ».
 (septembre 2015).
Le ski alpin handisport est l'adaptation de la pratique du ski alpin pour les personnes handicapées. Apparu dans les années 1950, il est en plein essor en raison de l'évolution du matériel, qui autorise une pratique à la fois performante et accessible à un plus grand nombre, mais aussi grâce aux efforts d'accessibilité des stations de sports d'hiver. 
Selon le handicap, le ski alpin peut se pratiquer debout ou assis. Les jeux paralympiques rassemblent aujourd'hui des athlètes très différents de par leurs pathologies c'est pourquoi il est parfois difficile d'évaluer et de comparer les niveaux d'aptitude de chacun.
Depuis les jeux paralympiques d'hiver de 2002 à Salt Lake City, il existe trois catégories d'athlètes :
- la catégorie « debout » (athlètes handicapés d'un ou des deux membres antérieurs et/ou d'un membre inférieur, permettant à l'athlète de concourir en position debout – classes LW1 à LW9)
- la catégorie « assis » (athlètes handicapés sur les deux membres inférieurs pour les personnes en fauteuil – classes LW10, LW11 et LW12)
- la catégorie « déficients visuels » (athlètes malvoyants ou non-voyants, concourant avec un guide – classes B1, B2 et B3)

## Matériel
Selon le handicap, le ski alpin peut se pratiquer debout, ou assis dans une coque fixée à 1 ou 2 skis.
Debout, le skieur utilise un ski s'il est amputé au niveau d'un membre inférieur, et il s'aide alors de stabilisateurs longs (voir infra) en lieu et place des bâtons.
S'il est amputé d'un membre supérieur, il utilise deux skis mais un seul bâton traditionnel.
S'il est handicapé visuel, son équipement est classique mais il est précédé, dans la ligne de pente, d'un accompagnateur qui le guide à la voix. 
Quant au ski alpin assis, on peut en résumer la pratique à deux éléments essentiels : le fauteuil de ski (appelé uniski, bobski, sitski ou dualski) et une paire de stabilisateurs courts pour déclencher les virages et assurer l'équilibre à basse vitesse.
Les grandes catégories de matériel de ski assis sont :

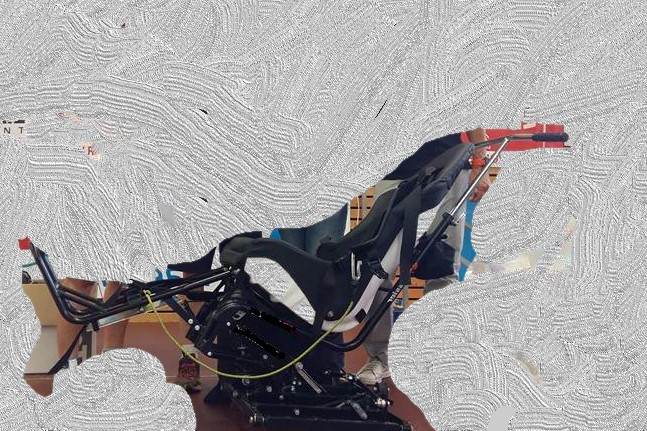
Tandem

- UniskiDualskiTandeml'uniski[2]:  il s'agit d'une coque d'assise moulée en composite et fixée sur un châssis muni d'un amortisseur. L'ensemble se termine par un sabot en aluminium reproduisant la semelle d'une chaussure de ski. L'ensemble est "chaussé" sur un seul ski, muni de fixations classiques. Engin simple à comprendre et facile à prendre en main, il demande quand même de 1 à 7 jours d'apprentissage pour effectuer les premiers virages. Le monoski est maniable à faible vitesse, permet d'aborder facilement les murs de bosses, autorise les virages glissés et dérapés avec beaucoup d'aisance et jouit d'un bon équilibre latéral lors des sauts. Mais dès que la vitesse augmente et dès qu'on pratique le carving, il demande un engagement et une technique sûre de la part du skieur : n'utilisant qu'un seul ski, il n'offre pas les sensations de skiabilité du ski valide. C'est d'ailleurs le plus répandu en compétition, surtout en raison des cotes des skis utilisés (longueur, largeur en spatule, au patin et au talon sont réglementées par la Fédération Internationale de Ski - FIS), qui favorisent son utilisation dans les disciplines techniques (slalom spécial et géant).

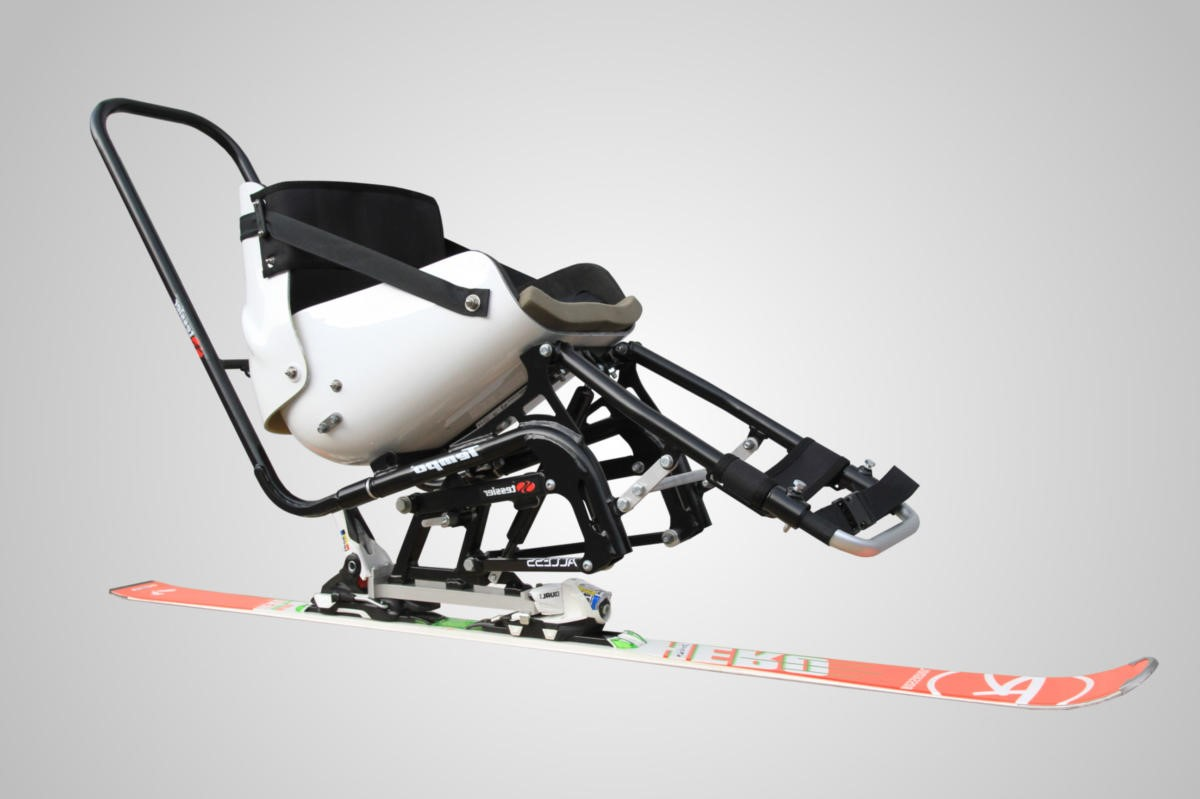
Uniski

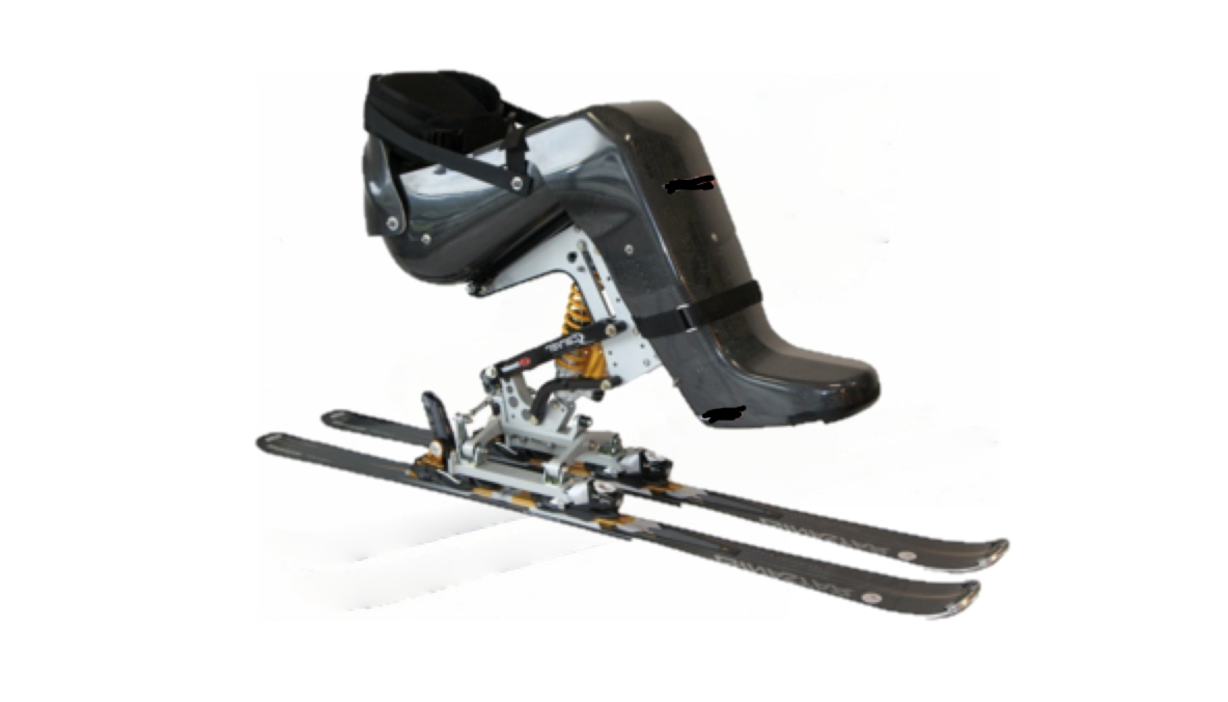
Dualski

- le dualski: la coque d'assise est rigoureusement identique au monoski. En revanche, le châssis, toujours amorti, se termine dans sa partie basse par 2 sabots en alu, distants d'environ 10 cm, articulés via un parallélogramme permettant le recopiage cinématique entre les 2 skis. Les 2 skis sont donc toujours parallèles, mais peuvent se soulever en permanence l'un par rapport à l'autre. On s'approche ainsi de la configuration idéale d'un skieur valide avec son jeu de jambes : les 2 skis sont toujours en contact avec la neige, mais épousent la complexité du terrain. Lors des virages, on n'a plus seulement un passage de carre à carre (comme en uniski), mais aussi une répartition des charges entre ski intérieur et ski extérieur. Seul l'écartement des pieds n'est pas géré : il reste, par construction mécanique, constant en dualski (env. 10 cm). 
Bien que reposant sur 2 skis, l'équilibre du dualski est plus difficile à maintenir, notamment à basse vitesse car les 2 skis sont librement articulés selon l'axe longitudinal : la coque bascule plus facilement sur le côté. L'ensemble tire son équilibre avec l'augmentation de la vitesse. Il est donc plus complexe à comprendre par un débutant, de par sa skiabilité très évoluée. Il est en revanche rapidement plus performant : il permet d'exploiter les skis de carving et autorise une grande stabilité à haute vitesse, tout en étant relativement maniable dans le pentu ou les bosses, pour peu qu'on prenne soin du choix de ses skis en fonction de son programme.
- le fauteuil-ski ou tandemski (siège baquet monté sur deux skis et dirigé par un moniteur/pilote fixé aux skis, derrière le siège baquet de la personne handicapée). Il s'adresse aux personnes handicapées non autonomes (tétraplégiques, myopathes, certains IMC, TC...), qui ne pourraient se maintenir seules en équilibre sur un monoski ou un dualski. S'inspirant de la conception du dualski, cet engin préserve une skiabilité très intéressante. De plus, le couple moniteur/passager partage les mêmes sensations de glisse en assumant les mêmes risques : bien qu'en situation de dysautonomie, le grand handicapé vit réellement le ski grâce au tandemski.

Quel que soit le matériel utilisé, l'amortisseur qui les équipe joue un rôle prépondérant dans le comportement de l'ensemble. L'apparition d'amortisseurs "2 voies", issus des sports mécaniques, a d'ailleurs mis en exergue la complexité de mise au point, clé du succès en compétition mais aussi gage d'un comportement facile et efficace pour la pratique de loisir.
De nouveaux monoskis sont apparus courant 2008, qui permettent également le réglage de la position du centre de gravité, à la fois en hauteur et longitudinalement : ceci afin d'exploiter de façon la plus adéquate les skis utilisés, en fonction de la discipline et de la qualité de la neige.
Enfin, pour maintenir leur équilibre et pour déclencher les virages, les skieurs amputés d'un membre inférieur comme les skieurs assis (uniski ou dualski) utilisent ce qu'on appelle des stabilisateurs (ou stabilos ou patinettes), sortes de cannes anglaises raccourcies, terminées par des spatules de ski articulées pour assurer un contact (ou appui) glissé avec la neige. Il ne peut y avoir en effet de planté de bâton avec ces stabilos, qui doivent dans le même temps assurer un rattrapage d'équilibre à tout moment sans pénaliser l'évolution.

## Les disciplines
Les disciplines présentes sont les mêmes qu'en ski alpin valide, c'est-à-dire :
- La descente ;
- Le super G qui est une discipline de vitesse où on doit descendre le plus vite possible ;
- le géant qui est une discipline technique qui nécessite une grande agilité allié à la vitesse ;
- le slalom qui est une discipline technique qui nécessite rapidité et maîtrise à passer les piquets ;
- le super combiné où on combine le super G et le slalom.

## Compétition
En compétition, le ski alpin handisport respecte les règles établies par la Fédération internationale de ski et de snowboard, adaptées pour tenir compte du handicap des sportifs. Il comprend des épreuves de descente, de slalom, de slalom géant et de Super G. Pour la compétition, le temps est compensé en fonction du handicap. Les fédérations utilisent une classification des handicaps  en 3 catégories selon leur handicap :
- Les déficients visuels
- Les handicapés qui skient debout
- Les handicapés qui skient assis

Il existe des championnats du monde ainsi qu'une coupe du monde. Le ski alpin est également un sport paralympique.